# Franciszek Jaśkowiak

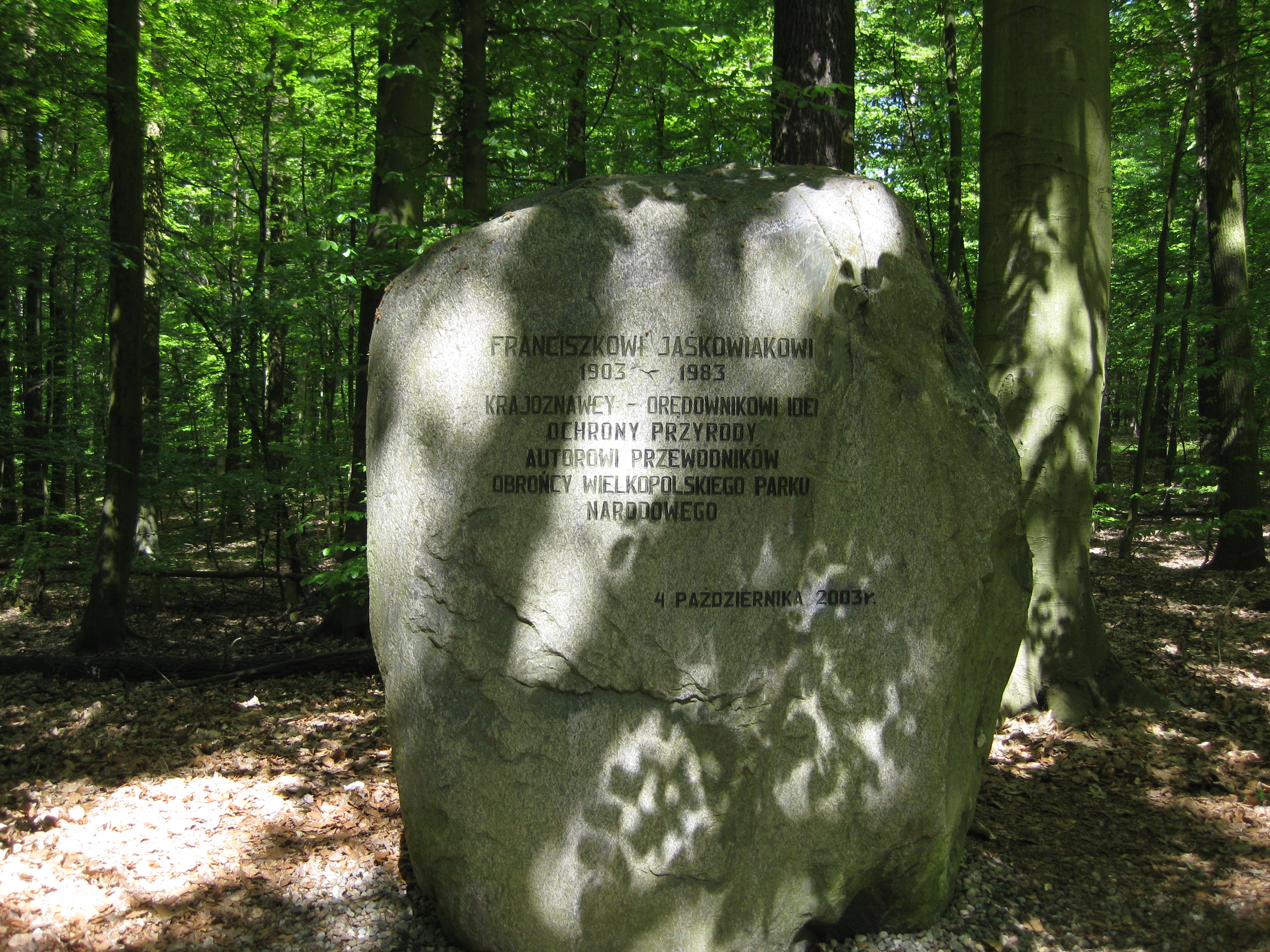
Głaz w Wielkopolskim Parku Narodowym poświęcony Franciszkowi Jaśkowiakowi

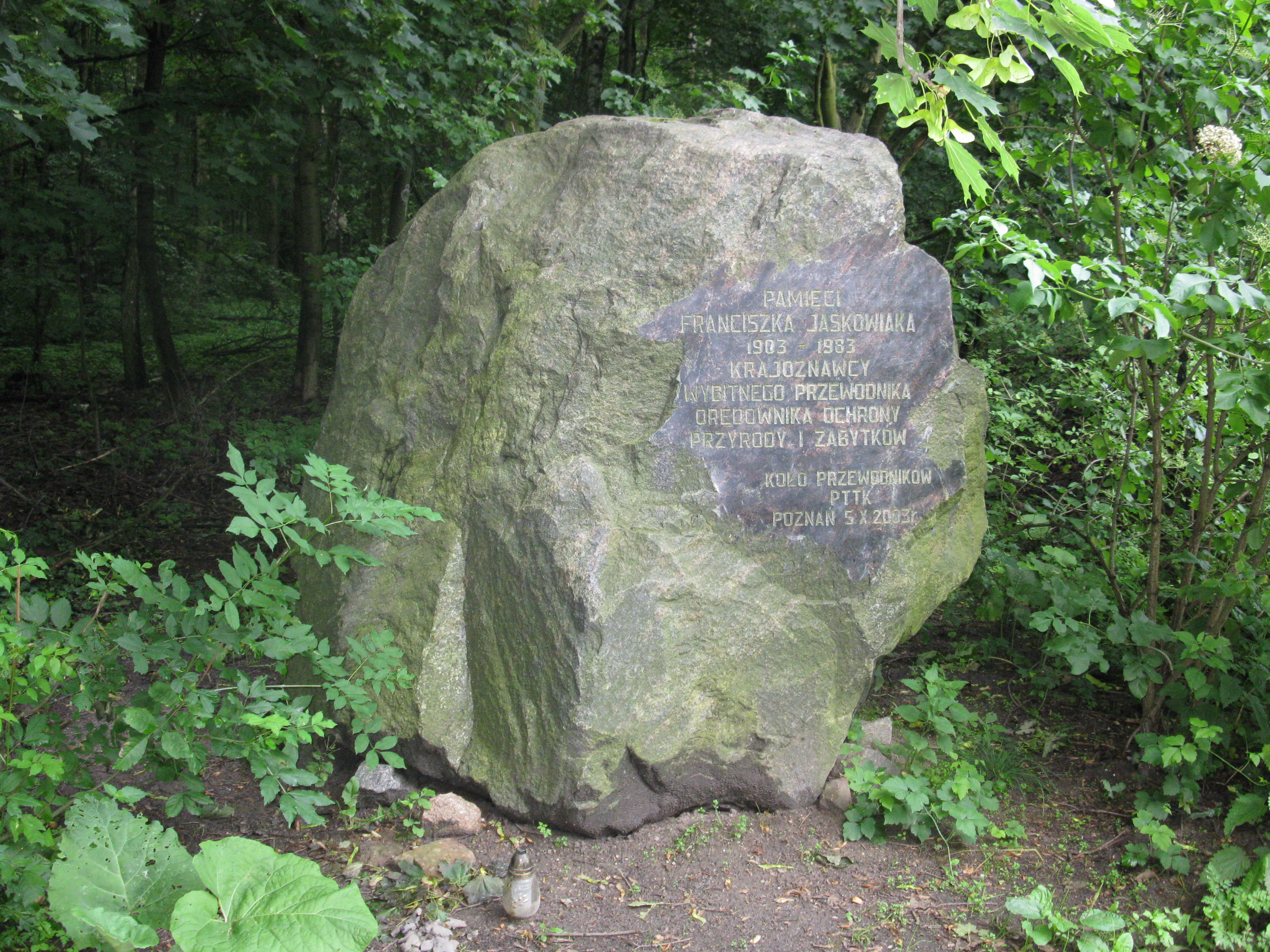
Głaz Franciszka Jaśkowiaka na Morasku

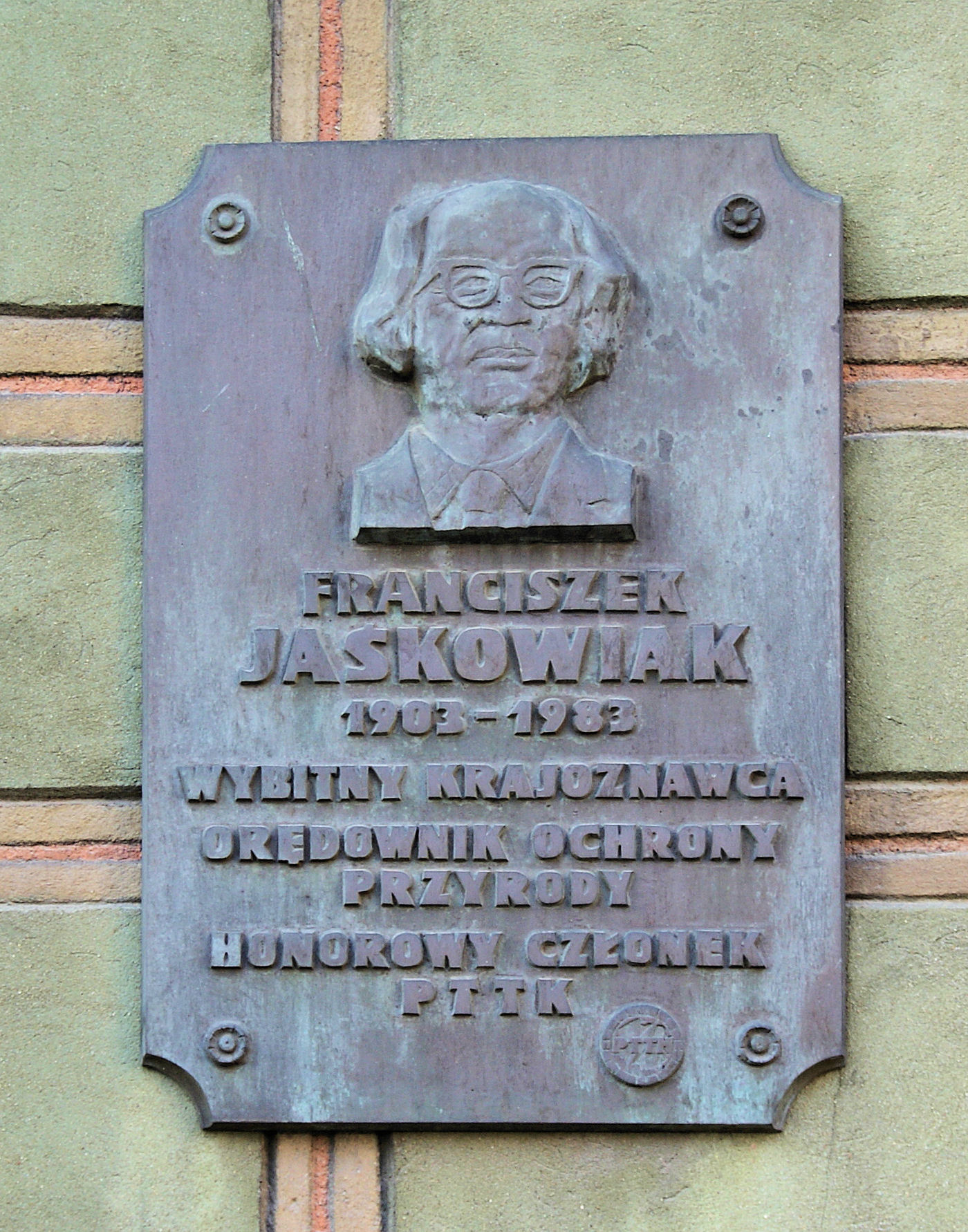
Tablica pamiątkowa na Starym Rynku w Poznaniu

Franciszek Jaśkowiak (ur. 1 października 1903 w Glinienku, zm. 28 kwietnia 1983 w Poznaniu) – polski krajoznawca, działacz organizacji promujących turystykę i ochronę przyrody oraz wieloletni członek Zarządu Międzynarodowych Targów Poznańskich.

## Życiorys
Urodził się w nieistniejącej już dzisiaj wsi Glinienko (powiat poznański). Od 1910 roku uczęszczał do Szkoły Powszechnej w Morasku, a później w Radojewie. W 1925 roku ukończył Gimnazjum im. Karola Marcinkowskiego w Poznaniu. Studia ukończył w roku 1931 na Uniwersytecie Poznańskim.
W latach 1934–1939 pracował w Biurze Podróży Wagons-Lits-Cook w Poznaniu. W 1939 roku został powołany do czynnej służby wojskowej w 103 Dywizjonie Artylerii Przeciwlotniczej. Ranny w obronie stolicy, w latach 1939–1945 przebywał w obozie Oflag II C Woldenberg (Dobiegniew).
W latach 1945–1947 pracował w Wydziale Kultury i Sztuki Zarządu Miejskiego w Poznaniu, a następnie w latach 1947–1970, w Zarządzie Międzynarodowych Targów Poznańskich pełniąc wiele stanowisk i funkcji. Był między innymi wicedyrektorem, szefem służby zagranicznej, szefem protokołu.
W 1956 roku uczestniczył w delegacji polskiej na obrady w Europejskiej Komisji Gospodarczej ONZ w Genewie.
Władał biegle wieloma językami. Jaśkowiak związał się z turystyką i krajoznawstwem w 1923 roku. Wstąpił wówczas do Szkolnego Koła Krajoznawczego Młodzieży w Gimnazjum im. K. Marcinkowskiego. Znaczący wpływ na jego zainteresowania wywarły pierwsza wycieczka, którą w 1923 roku odbył do Rydzyny oraz późniejsza znajomość z dr. Mieczysławem Orłowiczem. Był przewodnikiem podczas Powszechnej Wystawy Krajowej w 1929 roku i Międzynarodowej Wystawy Komunikacji i Turystyki w 1930 roku.
W latach 1932–1933 był sekretarzem Oddziału Polskiego Towarzystwa Krajoznawczego. Organizował liczne kursy oraz wycieczki. W latach 1939–1945 propagował turystykę i krajoznawstwo w obozie jenieckim.
W dniu 20 listopada 1945 reaktywował poznański oddział PTTK, któremu przewodniczył w latach 1945–1948 i 1951–1954. Również w 1945 roku reaktywował wydawnictwo Kronika Miasta Poznania oraz Towarzystwo Miłośników Miasta Poznania, któremu prezesował w latach 1945–1948.
Od 1945 roku był członkiem i działaczem Ligi Ochrony Przyrody, a także członkiem i działaczem Stronnictwa Demokratycznego.
W latach 1946–1950 pełnił funkcję wiceprezesa ZGPTK dla Ziem Odzyskanych. W 1949 roku zorganizował Okręg Poznański PTK. W latach 1956–1960 był prezesem Zarządu Okręgu PTTK, a w latach 1967–1970 – prezesem Zarządu Okręgu Ligi Ochrony Przyrody.
Od wczesnych lat swojej młodości zajmował się zagadnieniami związanymi z krajoznawstwem i turystyką. Nieco później przyszły zainteresowania ochroną przyrody, publicystyką krajoznawczą oraz starania o utworzenie Wielkopolskiego Parku Narodowego, a następnie jego popularyzację i ochronę.
Będąc wrażliwym na kaleczenie piękna ojczystego kraju, podejmował starania o jego ochronę, w którą angażował się bez reszty. Walkę tę toczył jednak samotnie i bez większych sukcesów, czego miał świadomość i czemu dał wyraz w 1970 roku, rezygnując ze wszystkich pełnionych funkcji, jako protest przeciwko braku dostatecznej troski i dbałości o Wielkopolski Park Narodowy przez ówczesne władze partyjne i administracyjne województwa poznańskiego.
Jaśkowiak napisał wiele przewodników krajoznawczych, ukazując w nich piękno Wielkopolski, które dla niego miało zawsze wartość najwyższą. Przewodnik o Wielkopolskim Parku Narodowym wielokrotnie był wznawiany przez Wydawnictwo Poznańskie.
Lata 1980–1983 to czas działalności Jaśkowiaka w Wielkopolskim Klubie Publicystów Krajoznawczych PTTK, w którym pełnił funkcję prezesa honorowego do końca życia.
Zmarł w Poznaniu, pochowany został na Cmentarzu komunalnym na Junikowie, w Alei Zasłużonych.

## Upamiętnienie
Pamięć o Jaśkowiaku jest pielęgnowana do dzisiaj między innymi przez:
- tablicę pamiątkową umieszczoną na kamienicy przy Starym Rynku nr 89/90 w Poznaniu – siedziba Oddziału Poznańskiego PTTK,
- głaz w Wielkopolskim Parku Narodowym,
- ulicę pomiędzy Radojewem i Moraskiem,
- głaz w Rezerwacie Meteorytowym w Morasku,
- szlak turystyczny w Wielkopolskim Parku Narodowym,
- nadanie jego imienia Oddziałowi PTTK Poznań – Nowe Miasto,
- ustanowienie nagrody – medalu jego imienia „Za zasługi w krzewieniu krajoznawstwa i turystyki w Wielkopolsce”.

## Autor publikacji
Franciszek Jaśkowiak pierwsze publikacje krajoznawcze zaczął wydawać już w latach 30. Jest autorem ponad dwudziestu przewodników oraz kilkunastu folderów i artykułów na temat Wielkopolski, ziemi lubuskiej, dawnego województwa poznańskiego, Poznania i okolic. Oto niektóre jego publikacje:
- Zabytki Poznania po pożodze (1945)
- Przewodnik po Poznaniu (1947)
- Okolice Poznania. Przewodnik (1972)
- Kórnik. Rogalin. Przewodnik
- Województwo poznańskie (1980)
- Wielkopolski Park Narodowy. Przewodnik (1981)